# Svaleurt-slægten
Svaleurt-slægten (Chelidonium) er en slægt af planter, der blot består af en enkelt art, Svaleurt (Chelidonium majus).
Det danske navn skulle sigte til, at Svaleurt netop begynder at blomstre, når svalerne ankommer om foråret. Ifølge et gammelt sagn skulle navnet dog skyldes, at svalerne anvender plantens saft til at få ungernes øjehinde til at briste.